# Боб Биймън
Боб Биймън (на английски: Robert „Bob“ Beamon) е американски лекоатлет, известен най-вече с олимпийския си и световен рекорд на дълъг скок, поставен на летните олимпийски игри в Мексико през 1968 година. Той печели златния медал в дисциплината. Световният рекорд е подобрен едва след 22 години от Майк Пауъл, но олимпийският рекорд все още не е подобрен, след 44 години. Преди него рекордът на Джеси Оуенс остава неподобрен в продължение на 25 години, от 1935 до 1960 година.
През 1968 година той не само поставя нов световен рекорд, но го подобрява с повече от половин метър, 8.90 m, подобрен с 55 cm. По това време спортистите имат вятър, който им помага, но е в допустимите норми. Биймън живее в Чикаго.